# Sacco del Palatinato
Il sacco del Palatinato (indicato talvolta come Seconda vendetta sul Palatinato, in riferimento alla prima eseguita dal maresciallo di Francia, Turenne, nel 1674) avvenne tra il 1688 ed il 1689 ad opera delle truppe francesi di Luigi XIV.
Il re di Francia diede ordine al suo ministro Louvois di procedere affinché l'esercito mettesse a fuoco il Palatinato per assicurarsi una "difesa del Reno". Questa decisione è stata considerata uno dei più gravi errori strategici del Re Sole, perché la maggior parte dei principi tedeschi dell'area, dopo decenni di neutralità (memori del decisivo aiuto francese durante la guerra dei 30 anni), decisero in massa di coalizzarsi con l'Austria e presero parte all'alleanza anti-francese promossa dal Sacro Romano Impero. La Francia si ritrovò improvvisamente isolata, dovendo fronteggiare ora non più "solo" la rivali tradizionali Austria, Spagna, Olanda e Inghilterra, ma anche quasi tutti gli stati tedeschi. Persino la Svezia, storica alleata francese, condannò il sacco del Palatinato e si allineò alla coalizione contro il Re Sole.

## Prologo

### La vendetta nelle guerre del XVII secolo
Nelle guerre del Seicento era fatto frequente per le armate vincenti o perdenti in un'area, lasciare che le proprie armate svolgessero delle razzie sul territorio e nelle campagne per requisire risorse al fine di limitare i costi per lo stato, oltre a privare il nemico di tali risorse nel caso in cui il medesimo territorio fosse tornato sotto il loro controllo. La caratteristica del sacco del Palatinato è la straordinaria estensione del territorio su cui tale pratica venne portata avanti.

### La guerra franco-tedesca
Al momento del sacco del Palatinato, la Francia era in guerra col Sacro Romano Impero e nel contempo aveva la necessità di impedire incursioni nemiche proteggendo l'Alsazia. Fu per questo motivo che Luigi XIV optò per la messa a ferro e fuoco dei forti e della regione intera del Palatinato, nella speranza di piegare i regnanti locali a parteggiare per la Francia ed a sostenere i suoi sforzi bellici. 
Nel settembre del 1688, l'armata del Reno penetrò nell'area senza una dichiarazione di guerra formale giungendo sulle alture del Palatinato che dominavano tutta la riva sinistra del Reno. I villaggi di Heilbronn, Heidelberg e Mannheim (10 novembre) vennero saccheggiati e le fortificazioni di Philippsburg vennero prese d'assalto.

## Le devastazioni

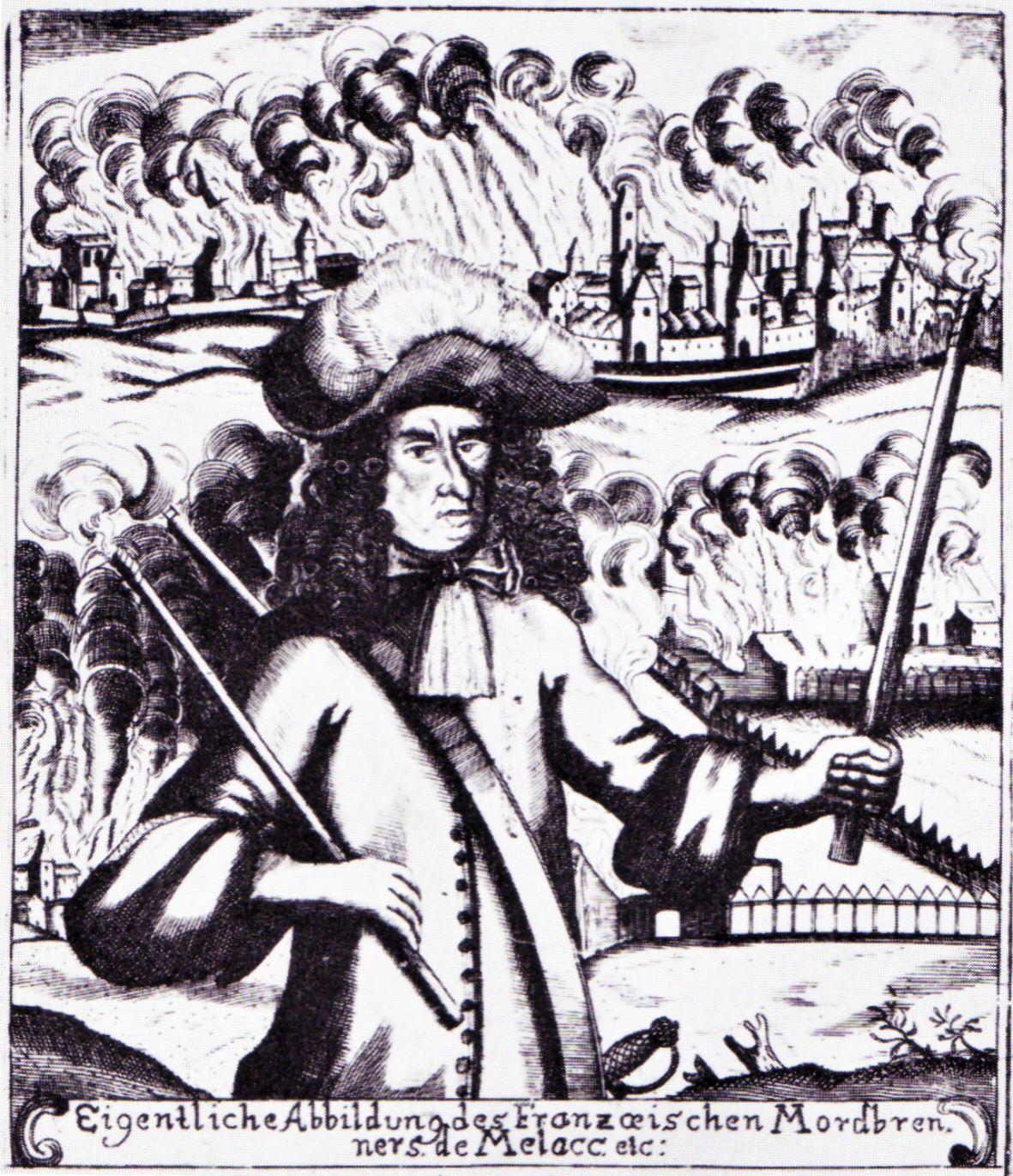
Stampa dell'epoca raffigurante il generale francese Ezéchiel de Mélac con alle spalle il tremendo scenario delle devastazioni del sacco del Palatinato

Pforzheim venne occupata il 10 ottobre 1688. Il generale Ezéchiel de Mélac stazionò con le sue truppe a Heilbronn agli ordini del maresciallo Joseph de Montclar. Nella prima fase della guerra dal dicembre del 1688 al marzo del 1689, le regioni del Palatinato e del Wuerttemberg vennero razziate a partire da Heilbronn, Donauwörth, Marbach-am-Neckar e Schorndorf. Verso la fine dell'anno, le truppe francesi si acquartierarono a Heidelberg, capitale dell'elettorato del Palatinato, spingendosi poi verso i borghi di Neckar e Ladenburg. De Monclar fece incendiare Pfoerzheim il 21 gennaio 1689.
Le operazioni, dirette dal ministro della guerra Louvois, ebbero inizio il 16 febbraio con l'attacco al Castello di Heidelberg ed il 2 marzo alla città stessa che venne incendiata. Abitualmente questo tipo di operazione comprendeva la distruzione delle colture, il massacro del bestiame e la distruzione delle fortificazioni. Nel caso del sacco del Palatinato, oltre a questi atti, la città, i villaggi circostanti, il castello e le chiese vennero sistematicamente rase al suolo, i ponti distrutti, la popolazione decimata: l'8 marzo fu la volta di Mannheim e poi di Frankenthal, di Worms, di Spira (nel corso del quale venne distrutta la secolare cattedrale) e altri borghi sulla riva sinistra del Reno. Il 31 maggio, Louvois fece bombardare il forte di Landskrone e la città di Oppenheim. Sulla riva destra del Reno, i villaggi di Bretten, Maulbronn, Pforzheim (10-11 agosto), Baden-Baden e altri, conobbero la medesima sorte.
Secondo lo storico francese Jean-Philippe Cénat, le distruzioni nel Palatinato si accompagnarono ad un massacro della popolazione civile. Secondo André Corvisier, gli abitanti rimasti vivi iniziarono ad emigrare dal Palatinato, rifugiandosi prevalentemente in Alsazia.

## Conseguenze

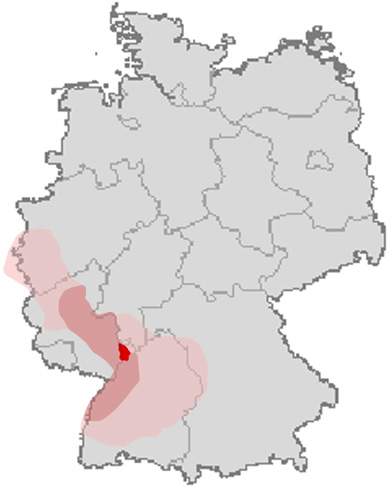
Area d'azione delle truppe francesi nel corso della campagna del Palatinato.

Con la distruzione del Palatinato, Luigi XIV si attirò contro le ire della maggior parte dei principi tedeschi non solo dell'area colpita dai saccheggi. Nel suo Les soupirs de la France esclave qui aspire après la liberté, Pierre Jurieu (la paternità del testo è ancora oggi discussa) scrive contro il re di Francia: 
Oltre all'opinione pubblica, questo atto incitò i principi tedeschi ad aderire all'esercito imperiale ed a stringersi attorno alla causa dell'Imperatore contro la Francia, con l'effetto totalmente opposto a quello auspicato da Luigi XIV.

A questo giudizio si affiancò anche quello di Voltaire : 
.